# Schweriner Sportclub 2015-2016 (pallavolo femminile)
Questa voce raccoglie le informazioni riguardanti lo Schweriner Sportclub nelle competizioni ufficiali della stagione 2015-2016.

## Organigramma societario
Area direttiva
- Presidente: Johannes Wienecke

Area tecnica
- Allenatore: Felix Koslowski
- Allenatore in seconda: Davide Carli
- Scout man: Michael Döring, Paul Sens

Area sanitaria
- Medico: Peter Jakisch
- Fisioterapista: Katja Braun, Jens Ziegler

## Rosa
| N° | Nome                | Ruolo | Data di nascita   | Nazionalità sportiva |
| -- | ------------------- | ----- | ----------------- | -------------------- |
| 1  | Lousiane de Souza   | S     | 30 luglio 1985    | Brasile              |
| 2  | Tanja Joachim       | P     | 29 ottobre 1992   | Germania             |
| 4  | Veronika Hrončeková | C     | 2 gennaio 1990    | Slovacchia           |
| 5  | Sabrina Krause      | C     | 18 dicembre 1998  | Germania             |
| 6  | Jennifer Geerties   | S     | 5 aprile 1994     | Germania             |
| 7  | Gina Köppen         | S     | 4 dicembre 1998   | Germania             |
| 8  | Ariel Turner        | S     | 1º agosto 1991    | Stati Uniti          |
| 9  | Tabitha Love        | O     | 11 settembre 1991 | Canada               |
| 10 | Denise Hanke        | P     | 31 agosto 1989    | Germania             |
| 11 | Michaela Wessely    | P     | 1º novembre 1995  | Germania             |
| 12 | Anja Brandt         | C     | 15 febbraio 1990  | Germania             |
| 13 | Janine Völker       | L     | 19 settembre 1991 | Germania             |
| 14 | Elisa Lohmann       | S     | 22 luglio 1991    | Germania             |
| 15 | Alice Blom          | S     | 7 aprile 1980     | Paesi Bassi          |
| 16 | Marie Schölzel      | C     | 1º agosto 1997    | Germania             |
| 17 | Marie Holstein      | O     | 15 aprile 1997    | Germania             |
| 18 | Stefanie Golla      | L     | 18 settembre 1985 | Germania             |